# Willy Reichert (Maler)

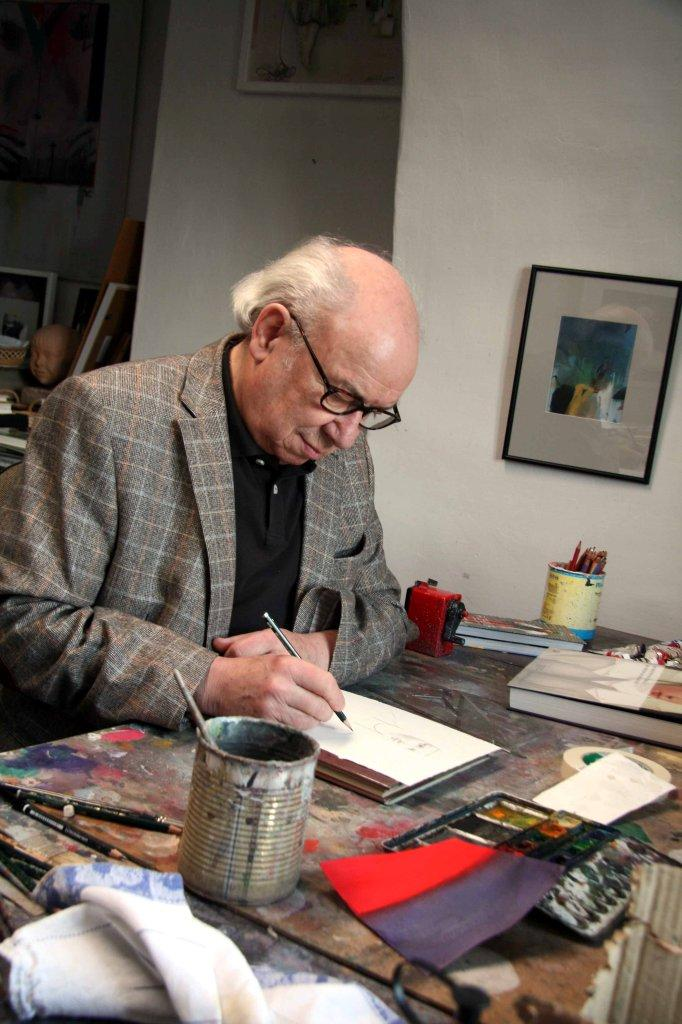
Willy Reichert, in seinem Atelier auf der Burg in Wasserburg/Inn

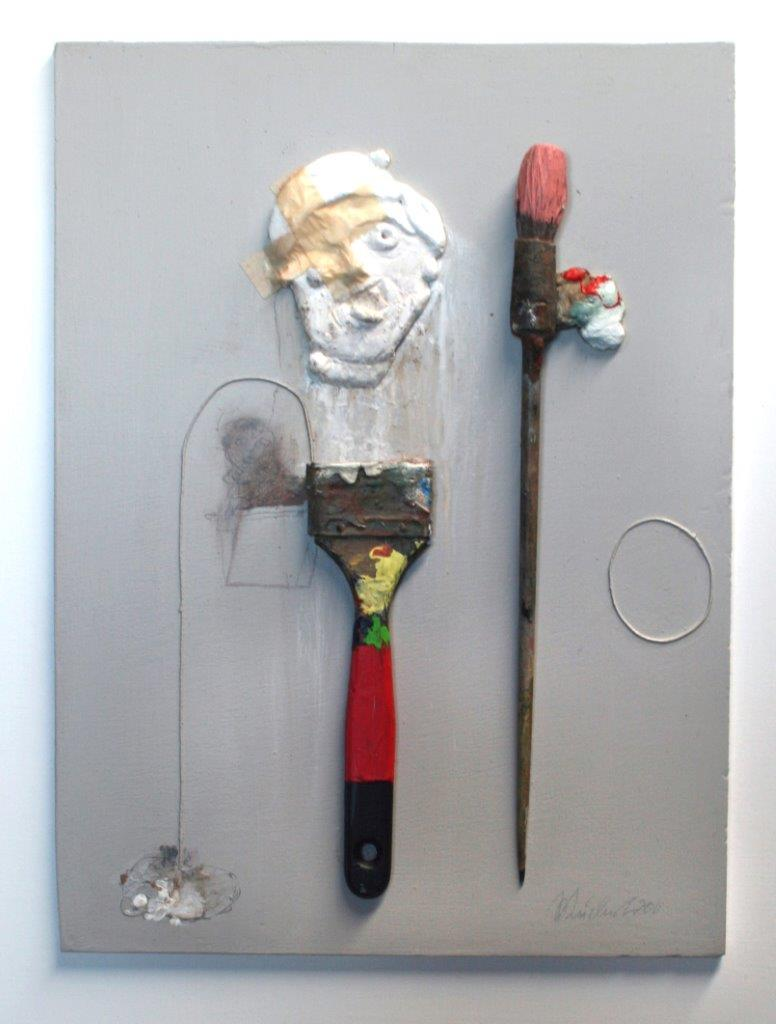
Assemblagen

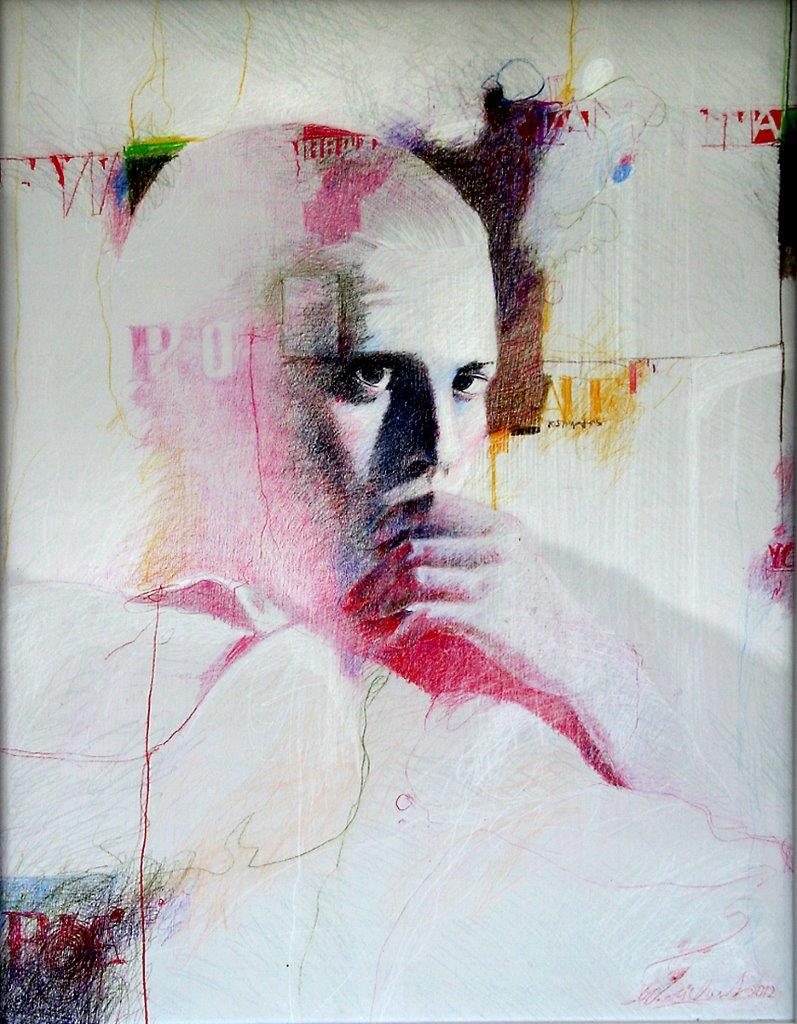
Buntstiftzeichnungen

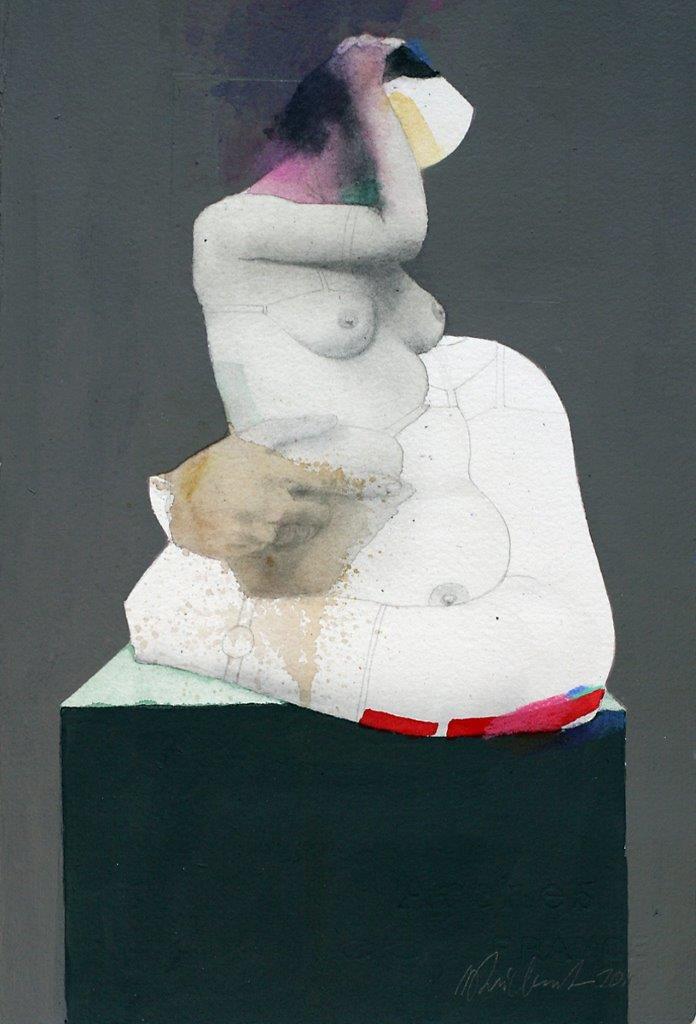
Figürliches

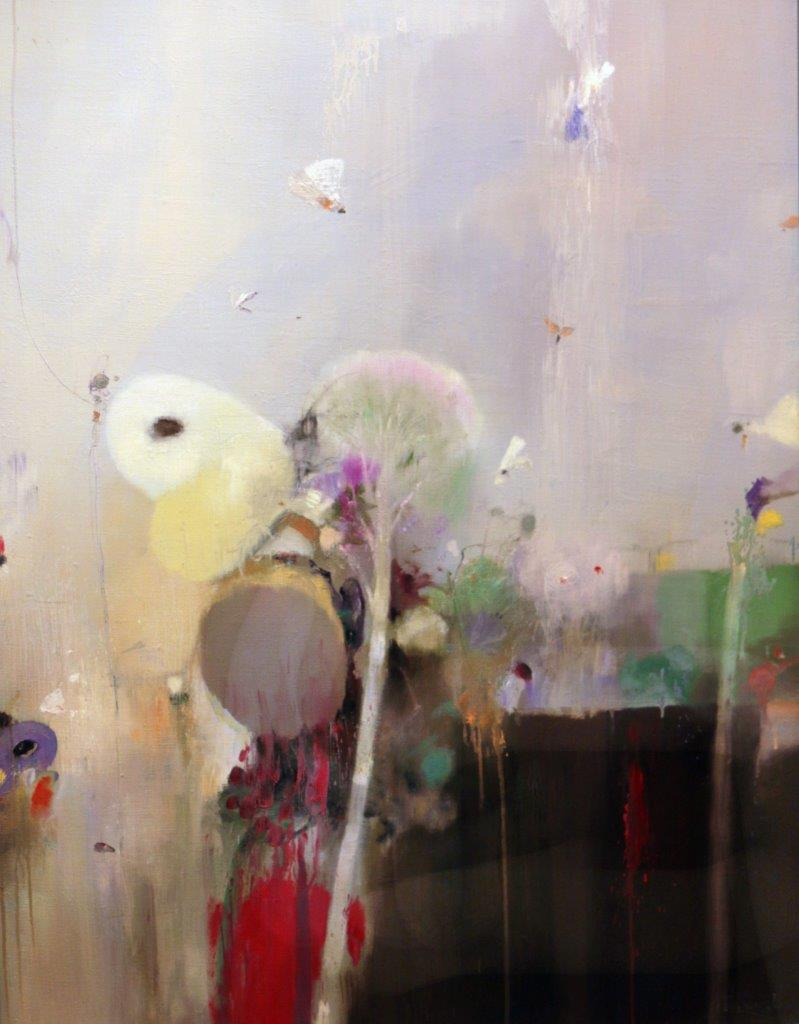
Stillleben

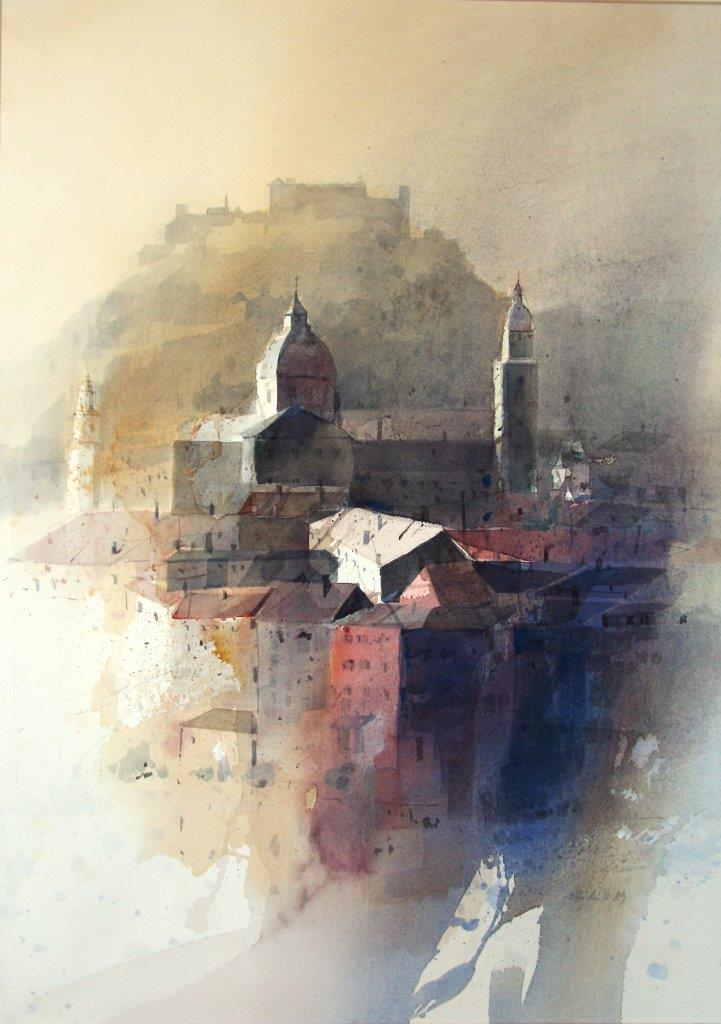
Landschaften

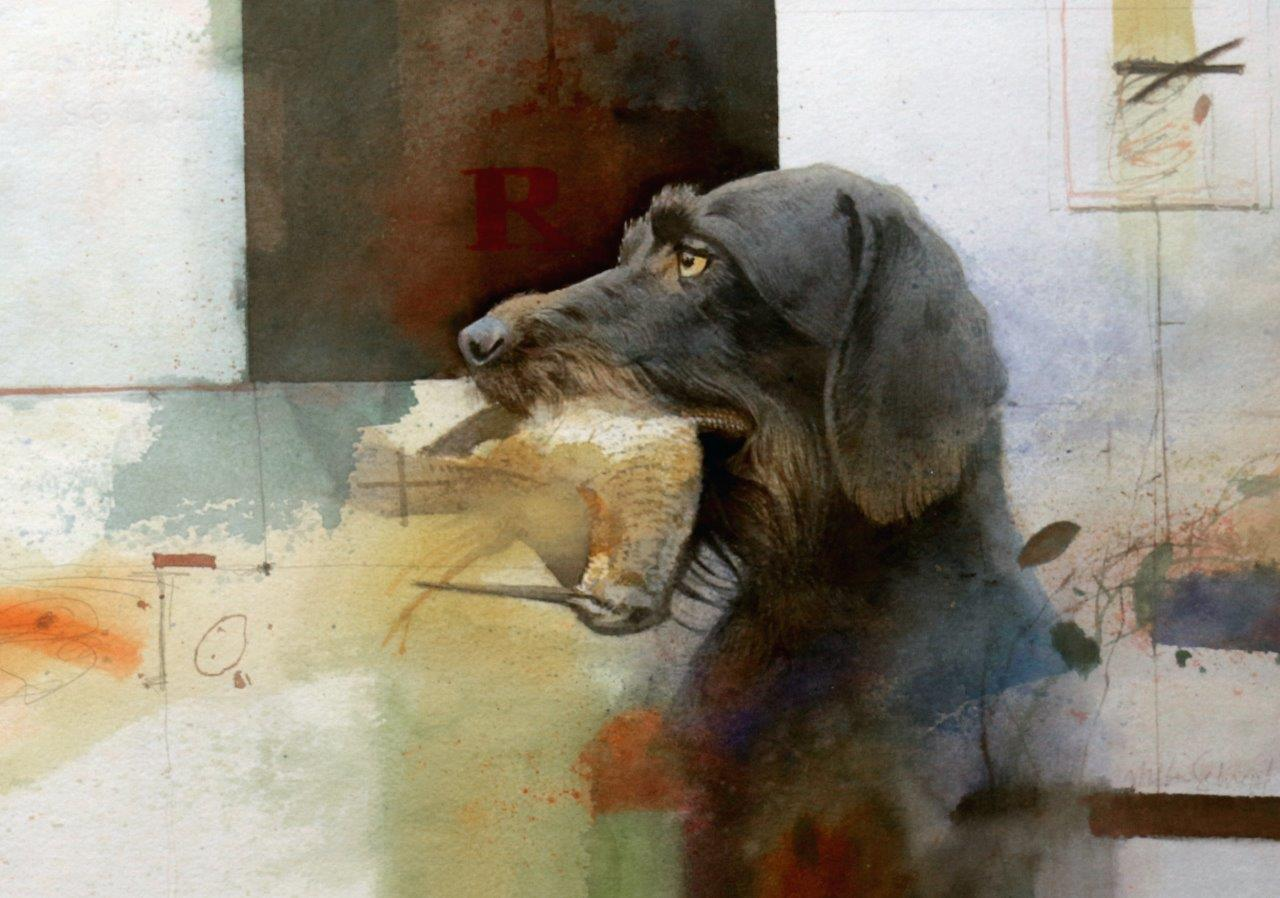
Tierwelten

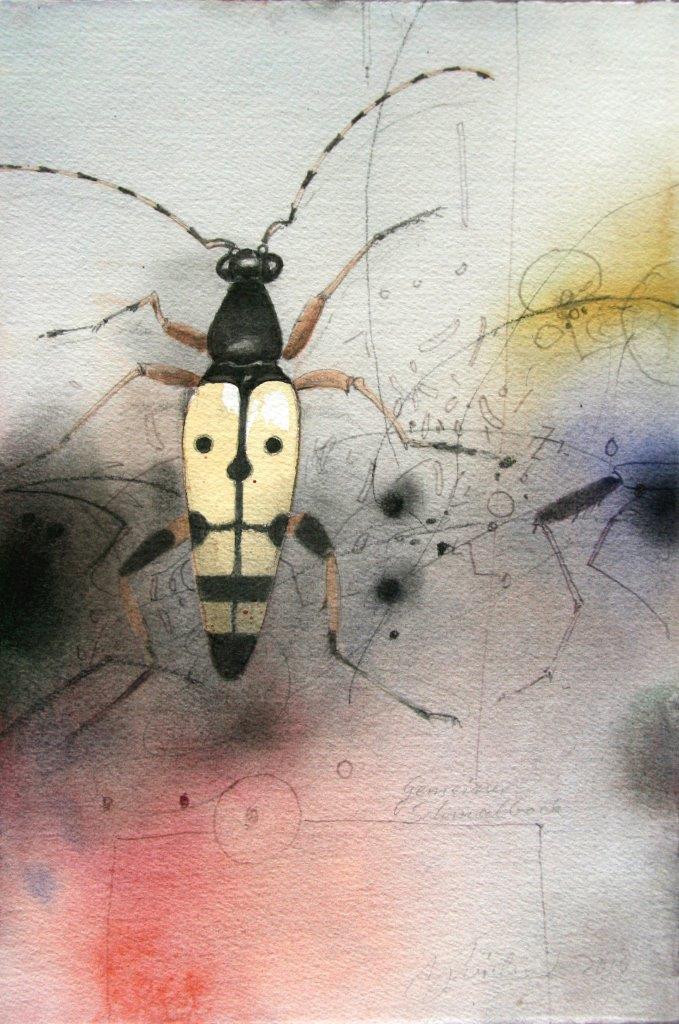
Insekten

Willy Reichert (* 24. Mai 1937 in München) ist ein deutscher Maler.

## Leben
Sein Talent und den Blick fürs Wesentliche hat er vermutlich den Eltern zu verdanken, die Mutter war Fotografin und der Vater Kirchenmaler.
Reichert ist aufgewachsen in Penzing bei Wasserburg/Inn.
1951 absolvierte er eine Maler- und Graphikerlehre in Wasserburg/Inn; danach besuchte er 1954 die Zeichenschule  Heinrich König in München.
1961 begann seine freischaffende Tätigkeit.
Im Jahr 1958 war seine erste öffentliche Teilnahme an der Großen Kunstausstellung im Alten Botanischen Garten, München.
Seit den 1960er Jahren lebt und arbeitet er in Wasserburg/Inn.
1968 erfolgte der künstlerische Durchbruch mit der Gründung des Arbeitskreises 68 und der ersten Wasserburger Kunstausstellung. Lange Jahre blieb er noch als Restaurator weiter dem Handwerk treu. Bekannt geworden ist Willy Reichert durch seine atmosphärisch-dichten Bildkompositionen.

## Stilrichtungen
- Assemblagen: neue Arbeiten basieren auf dem Grundmuster eines Rechtecks. Dieses wird anhand von Überlagerungen mit plastischen Fragmenten und unterschiedlichen Materialien zu einem mehrdimensionalen Kunstwerk
- Buntstiftzeichnungen: besonders reizvoll, die technischen Möglichkeiten dieses einfachen Arbeitsmaterials auszuschöpfen
- Figürliches: Ziel ist es, hierbei nicht ein realistisches Abbild der Figur zu schaffen, sondern deren Körper als Masse in ein abstraktes Umfeld einzubinden
- Stillleben: die Motivfülle der Gattung Stillleben ist nahezu unerschöpflich. Dabei spielt es keine Rolle ob die Wiedergabe detailgetreu erfolgt oder nicht
- Landschaften: bei der Darstellung von Landschaften geht es darum, eine Einheit im Bild herzustellen und Verbindungen zwischen realen und abstrakten Formen zu schaffen. Landschaften werden in  ein neues, imaginäres Licht gesetzt, das es zu etwas Unveränderlichem macht
- Tierwelten: Ziel ist die Schönheit der Tiere in unterschiedlichsten Maltechniken zu zeigen. Die Bilder sind vorwiegend in Öl und Aquarell gemalt, ganz fein gezeichnet oder modelliert, mal realistisch, mal fast abstrakt
- Insekten: die Detailliertheit dieser winzigen Tiere erfordert eine besonders arbeitsintensive Auseinandersetzung. Diese Motive werden hin bis zur Abstraktion geführt ohne dabei das Thema "Insekten" aus den Augen zu verlieren

## Ausstellungen (Auswahl)
| Jahr | Veranstaltung                                                              | Ort                      |
| ---- | -------------------------------------------------------------------------- | ------------------------ |
| 1968 | Große Kunstausstellung des Arbeitskreises 68                               | Wasserburg/Inn           |
| 1970 | Große Kunstausstellung im Rathaus                                          | Wasserburg/Inn           |
| 1973 | Große Kunstausstellung im Haus der Kunst                                   | München                  |
| 1975 | Galerie bei Messerschmitt-Bölkow-Blohm                                     | München                  |
| 1976 | BMW-Galerie                                                                | München                  |
| 1978 | Kunstverein, „Kunst und Tier“                                              | Hannover                 |
| 1978 | Galerie in der Goldgasse                                                   | Salzburg                 |
| 1979 | Kunstverein                                                                | Augsburg                 |
| 1980 | Galerie im Rathaus                                                         | Waldkraiburg             |
| 1981 | Galerie in der Grasgasse                                                   | Landshut                 |
| 1982 | BMW Galerie                                                                | München                  |
| 1983 | Philipp Morris, „Dimension 4“                                              | München                  |
| 1985 | Große Schwäbische Kunstausstellung                                         | Augsburg                 |
| 1987 | Galerie im Ganserhaus                                                      | Wasserburg/Inn           |
| 1988 | Bayerische Beamtenversicherung                                             | München                  |
| 1989 | Bayerische Landesbank                                                      | München                  |
| 1990 | Barockschloss                                                              | Meersburg/Bodensee       |
| 1992 | Galerie Gailer                                                             | Bad Aibling              |
| 1994 | Galerie im Osram-Haus                                                      | München                  |
| 1994 | Galerie Norbert Blaeser                                                    | Düsseldorf               |
| 1995 | Stift Geras                                                                | Niederösterreich         |
| 1997 | Rathausgalerie                                                             | Burghausen               |
| 1997 | Universitätsgalerie Antigonisch                                            | Nova Scotia, Kanada      |
| 1997 | Sammlung H. Schaffner                                                      | München                  |
| 2000 | Kornhausmuseum                                                             | Weiler/Allgäu            |
| 2001 | ARAG-Galerie                                                               | München                  |
| 2002 | Kreissparkasse                                                             | München-Starnberg        |
| 2004 | Galerie im Alten Rathaus                                                   | Prien                    |
| 2006 | Galerie Johannes Klinger                                                   | Hohenaschau              |
| 2007 | Galerie Wimmer                                                             | München                  |
| 2008 | hohmann fine art (früher: hart-gallery)                                    | palm desert, Kalifornien |
| 2010 | „Metall & Farbe“ (Bergmeister und Reichert), Galerie Auf der Burg          | Wasserburg/Inn           |
| 2010 | „Kunst im Tierkreis“, Galerie Auf der Burg                                 | Wasserburg/Inn           |
| 2011 | „Bilder und Eisenwaren“ (Reichert, Reich & Schumann), Galerie Auf der Burg | Wasserburg/Inn           |
| 2011 | „Willy Reichert und Robert M. Weber“ Galerie Auf der Burg                  | Wasserburg/Inn           |
| 2012 | „Bis heute“, Galerie Auf der Burg                                          | Wasserburg/Inn           |
| 2012 | „Insekt“, Galerie Auf der Burg                                             | Wasserburg/Inn           |
| 2013 | „Frauen“, Galerie Auf der Burg                                             | Wasserburg/Inn           |
| 2013 | „Stadt, Land, Fluss“, Galerie Auf der Burg                                 | Wasserburg/Inn           |
| 2014 | „Menschen“, Galerie Auf der Burg                                           | Wasserburg/Inn           |
| 2014 | Kunstverein                                                                | Bad Aibling              |
| 2014 | „Tierwelten“, Galerie Auf der Burg                                         | Wasserburg/Inn           |
| 2015 | „Farbspiele“, Galerie im alten Rathaus                                     | Prien                    |
| 2016 | Hilgerhof – zusammen mit Andreas Kuhnlein                                  | Pittenhart               |
| 2016 | „Lust und Leidenschaft“, Galerie Auf der Burg                              | Wasserburg/Inn           |
| 2016 | „ARTen Vielfalt“, Galerie Auf der Burg                                     | Wasserburg/Inn           |
| 2017 | „Am Fluß“, Galerie Auf der Burg                                            | Wasserburg/Inn           |

## TV-Berichte
- 1989 Film im ZDF – Mosaik
- 1991 Film in Sat 1 – Bilder aus Deutschland

Seither mehrere Dokumentationen im Bayerischen Fernsehen

## Lehraufträge
- 1993–2000 Lehrauftrag Akademie für Bildende Kunst Vulkaneifel, Steffeln
- 2009 Lehrauftrag Kunstakademie Bad Reichenhall
- 2010 Lehrauftrag Kunstakademie Bad Reichenhall

## Auszeichnungen
- 1973 Europapreis für Malerei, Ostende – Bronzemedaille
- 1976 Europapreis für Malerei, Ostende – Bronzemedaille